# Holbæk (Norddjurs Kommune)
 For alternative betydninger, se Holbæk (flertydig). (Se også artikler, som begynder med Holbæk)
Holbæk er en gammel landsby på det nordlige Djursland med 207 indbyggere  (2024), beliggende i Holbæk Sogn. Landsbyen hører til Norddjurs Kommune og ligger i Region Midtjylland.

## Landsbyens historie
Omkring 1875 havde Holbæk (1356 Holbech, 1426 Holbæk) "Kirke, Præstegd., Skole, Fattiggaard (opr. 1872, Pl.for 20 Lemmer), Andelsmejeri (Bos), Købmandshdlr. og Telefonst".
Omkring 1915 havde Holbæk "Kirke, Præstegd., Skole (opf. 1901), Forsamlingshus, Missionshus (opf. 1904), Alderdomshjem (tidl. Fattiggd., opr. 1872), Andelsmejeri (Bos; opr. 1891), Brugsforen., 2 Købmdshdlr. og Ml".
Omkring 1960 blev Holbæk beskrevet som "bymæssig bebyggelse ... m. kirke, præstegd., forskole (opf. 1901), so.bibl. (i skolen, opret. 1941; 2200 bd.), missionshus (Betel, opf. 1904), forsamlingshus m. scene, alderdomshjem, Holbæk-Udby Sparekasse (opret. 1872; 31/2 1961 var indskuddene 786.000 kr., reserverne 51.000 kr.), andelsmejeri (Bos, opret 1891) og telf.central".
Holbæk lå i Rougsø herred, indtil 1970 Randers amt, derefter det nu nedlagte Århus amt.

## Befolkning
| 2009 | 2010 | 2011 |
| ---- | ---- | ---- |
| 281  | 277  | 267  |